# Marcantonio Giustinian
Marcantonio Giustinian (ur. 2 marca 1619  – zm. 23 marca 1688) – doża wenecki od 1683 roku.